# Week-end chez les toquées
Les Toqués
Week-end chez les Toquées est une série télévisée française en cinq épisodes de 90 minutes créée par Catherine Touzet et Ludovic Pion Dumas, diffusée entre le 19 septembre 2011 et le 10 septembre 2012 sur TF1, puis rediffusée sur TV Breizh de 2013 à 2014, sur HD1 de 2015 à 2016, sur AB1 de 2017 à 2018, sur NRJ 12 en 2018, et sur Chérie 25 de 2018 à 2019. Elle fait suite à la série Les Toqués. En effet, à la suite du départ d'Édouard Montoute, Annie Gregorio le remplace pour former un nouveau duo avec Ingrid Chauvin. Le titre est alors modifié.
En Belgique, elle est diffusée sur La Une et en Suisse sur RTS Un.
À la suite des mauvaises audiences réalisées par la série, et en raison d'une certaine lassitude de la part des actrices, la série est arrêtée par TF1 en septembre 2012.

## Synopsis
Fanny & Lili vous accueillent dans leur maison d'hôtes gastronomique "La grenouille aux yeux bleus".

## Distribution

### Acteurs principaux
- Ingrid Chauvin : Fanny Marsan
- Annie Gregorio : Lili
- Andréa Ferréol : Rose
- André Penvern : Tony (épisodes 1 à 4)
- Marc Duret : Pierrot

### Acteurs récurrents
- Emmanuel Patron : Samuel (épisode 3 et 4)

### Acteurs invités
Épisode 1
- Florent Peyre : Erwan Leguellec
- Hortense Gélinet : Marie Guérin
- Valérie Mairesse : Sabine Leguellec
- Jacques Bouanich : Loïc Leguellec
- Alain Doutey : Jean-Louis Guérin
- Arièle Semenoff : Odile Guerin
- Lionnel Astier : M. Primault
- Frédérique Tirmont : Mado
- Yannick Soulier : Stéphane Guilmart-Leroy
- Georges Neri : Le vieux pécheur

Épisode 2
- Thomas Séraphine : Grégoire
- Jeanne Bournaud : Pauline
- Gil Alma : Guillaume
- Nicolas Marié : Georges de Chanal
- Christiane Millet : Clarisse de Chanal

Épisode 3
- Francis Perrin : Bertrand
- Catherine Demaiffe : Emma
- Benoît Michel (acteur) : Olivier
- Juliette Delacroix : Caroline
- Charlie Joirkin : Alex

Épisode 4
- Eva Darlan : Christina
- Lucie Jeanne : Adriana
- François Comar : Zach
- Franck de la Personne : L'Abbé Chantraine
- Blandine Bellavoir : Anouk

Épisode 5
- Matthias Van Khache : Kim de Grantes
- Saïda Jawad : Claudia
- Jérémie Covillault : Paul Rousseau
- Igor Mendjisky : Victor
- Manuel Gélin : Michel Santon
- Fabien Baïardi : Yves

## Saison 1 (2011-2012)

### Épisode 1:Week-end en famille
- Réalisation : Laurence Katrian et Emmanuel Jeaugey
- Première Diffusion : 19 septembre 2011
- Audience : 6,1 millions de téléspectateurs (24 %)[2]
- Résumé : A "La grenouille aux yeux bleus", pour Fanny et Lili, le week-end risque d'être plutôt explosif ! Il s'annonçait pourtant idyllique quand un jeune couple arrive à la maison d'hôtes pour un week-end spécial "présentation des parents". Sauf que le courant ne passe pas vraiment entre les deux familles... Fanny doit également faire face à une crise familiale : sa mère, Mado, est venue lui présenter son nouveau fiancé... de 20 ans son cadet... qui n'est autre qu'un ancien camarade de classe de Fanny ! Sans oublier Rose qui a décidé, coûte que coûte, d'avoir recours à la chirurgie esthétique !

### Épisode 2:Mon cœur est à Papa
- Réalisation : Emmanuel Jeaugey
- Première Diffusion : 10 octobre 2011
- Audience : 6,2 millions de téléspectateurs (24 %)[3]
- Résumé : Grégoire a organisé un week-end en amoureux à la Grenouille aux Yeux bleus, avec la nouvelle femme de sa vie : Pauline. Mais ce qu'il n'avait pas prévu, c'est que sa fille de 7 ans, à qui il n'a encore jamais osé parler de sa petite amie, débarquerait avec son oncle. Le week-end s'annonce compliqué. Surtout que Grégoire, sous l'effet de la surprise, affirme ne pas connaître Pauline. Le séjour est également sportif pour Fanny et Lili, qui doivent gérer la crise que traverse une romancière en mal d'amour et d'inspiration face à un mari éditeur. Celui-ci lui impose un stress permanent. Les choses se compliquent encore quand Fanny découvre que Rose est devenue férue de shopping. Comment la désintoxiquer, avant que Tony ne l'apprenne et qu'elle ne les ruine complètement ?...

### Épisode 3:L'art de la fuite
- Réalisation : Emmanuel Jeaugey
- Première Diffusion : 14 mai 2012
- Audience : 5,5 millions de téléspectateurs (21,2 %)[4]
- Résumé : Alors que Fanny et Lili pensaient qu'elles allaient passer un week-end plutôt tranquille, leur quotidien est chamboulé par une cascade de nouvelles. À commencer par Alex, une copine d'Achille qui fugue et trouve refuge à la Grenouille. Il y a aussi Bertrand, un fidèle client du restaurant, qui vit une journée sentimentalement très éprouvante. En 24 heures, il devient père et grand-père alors qu'il avait prévu de se lancer dans un tour du monde en bateau. Tony se montre également très étrange. Il a adopté une nouvelle façon de parler et de s'habiller. Cerise sur le gâteau, les problèmes de plomberie dans la maison n'arrangent rien...

### Épisode 4:Une cigogne à la grenouille
- Réalisation : Emmanuel Jeaugey
- Première Diffusion : 4 juin 2012
- Audience : 5,9 millions de téléspectateurs (22 %) [5]
- Résumé : Fanny et Lili se préparent à accueillir leurs clients pour le week-end. Mais les deux amies sont interloquées par un couffin posé au milieu du salon avec un bébé tout sourire à l'intérieur. À ses côtés figure une lettre : « J'ai besoin d'aide, je ne peux plus m'en occuper seule. Je n'ai jamais voulu te l'imposer mais sache que ce bébé est ta fille ». Fanny et Lili mènent leur enquête à la Grenouille, auprès des hommes présents, pour savoir qui est le père. Leurs soupçons se portent sur Zach, un jeune homme en pleine préparation pour son mariage. En parallèle, Fanny doit relever un autre défi de taille : séduire les papilles d'un critique gastronomique...

## Saison 2 (2012)

### Épisode 5:Un parfum de liberté
- Réalisation : Vincent Giovanni
- Audience : 3,48 millions de téléspectateurs (14 %)[6]
- Diffusion : 10 septembre 2012
- Résumé : Pour Fanny et Lili, le week-end à la Grenouille aux yeux bleus s'annonce compliqué. Fanny a l'intention de présenter Samuel à sa mère. Elle espère une rencontre idyllique tout en redoutant le comportement de Mado. En parallèle, la jeune femme doit gérer la venue de son ami Kim de Grantes, un grand couturier, qui espère pouvoir se reposer incognito. Alors qu'elle tente de préserver sa tranquillité, l'arrivée de Claudia et de son responsable, Paul Rousseau, complique la tâche. Ces derniers sont prêts à tout pour vendre à Kim un parfum de leur création. Fanny et Lili reçoivent aussi le frère de Paul, un homme étrange, qui a une seule obsession : sauter en parachute. Enfin, une maladie contagieuse perturbe la tranquillité de la maison d'hôtes...